# Campbell Wright
Campbell Wright (Rotorua, 25 maggio 2002) è un biatleta neozelandese naturalizzato statunitense.

## Biografia
Nato a Rotorua, Wright è figlio degli emigrati statunitensi Scott e Alison Wright, arrivati in Nuova Zelanda nel 1993. La famiglia Wright si sposta nel 2011 a Wānaka, località sciistica dell'Isola del Sud. Inizia a praticare sci di fondo presso Snow Farm a dieci anni e inizia con il biathlon nel 2017. Prende parte ai Campionati mondiali juniores di biathlon nel 2019, 2020 e 2021 ottenendo come miglior risultato un 6º posto nella sprint del 2020. Successivamente vince l'oro nella sprint dei mondiali juniores 2023. Rappresenta la Nuova Zelanda ai Giochi Olimpici Giovanili Invernali 2020, dove è anche portabandiera per la sua nazione nella cerimonia d'apertura, finendo 4ª nella sprint e 6ª nell'individuale. Prende parte anche a tre gare di sci di fondo.
Debutta in IBU Cup nel gennaio 2021. A febbraio fa il suo esordio ai Campionati mondiali di biathlon con un 75º posto nella sprint. Nel novembre dello stesso anno partecipa alla sua prima gara di Coppa del Mondo di biathlon, piazzandosi al 40º posto nella sprint di Östersund e diventando il secondo teenager, dopo Ole Einar Bjørndalen, a marcare punti. Ai Giochi Olimpici 2022 diventa il primo neozelandese a partecipare nel biathlon, ottenendo come miglior risultato un 32º posto nella gara individuale.
Dalla stagione 2023-2024 passa a rappresentare gli Stati Uniti; ai Mondiali di Lenzerheide 2025 ha vinto la medaglia d'argento nella sprint e nell'inseguimento e si è classificato 23º nell'individuale, 24º nella partenza in linea, 9º nella staffetta, 19º nella staffetta mista e 16º nella staffetta mista individuale.

## Palmarès

### Mondiali
- 2 medaglie:
  - 2 argenti (sprint, inseguimento a Lenzerheide 2025)

### Coppa del Mondo
- Miglior piazzamento in classifica generale: 17º nel 2025